# 京都大學吉田校區

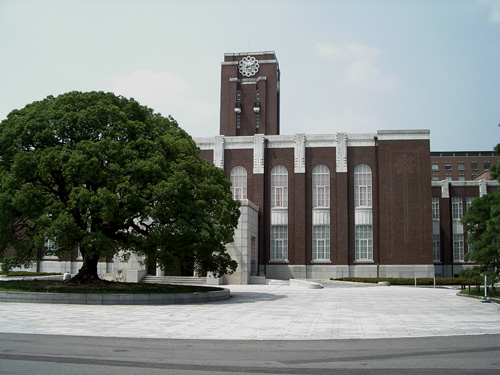
京都大學鐘樓紀念館和鐘樓前廣場/前面則是已成為京大象徵的樟樹

京都大学吉田校區（京都大学 吉田キャンパス，きょうとだいがく よしだキャンパス）是位於日本京都府京都市左京區吉田（部分校區位於北白川及聖護院）的京都大學的校區之一。京都大學的總部位於這裡，是京大規模最大的校區。按照道路可分為7個地區。其中本部構內位於吉田本町，包括了文學院、教育學院、法學院、經濟學院、工學院，是京大最早的校區。而理學院和農學院則位於北部構內；綜合人間學院位於吉田南構內；綜合體育館位於西部構內；醫學院位於醫學院構內；藥學院位於藥學院構內；京都大學附屬醫院則位於醫院構內。校區內的眾多建築物均被指定為文化財產。吉田校區附近集中了眾多二手書店、餐館和咖啡廳，是京都重要的學生街。